# Bevano Est
Bevano Est è un progetto musicale formatosi a Forlimpopoli nel 1991 formato da Stefano Delvecchio (organetto diatonico, voce, percussioni), Davide Castiglia (violino), Giampiero Cignani (clarinetti), Vanni Bendi (chitarra) Marco Tadolini (chitarra, voce, cornamuse, percussioni), Mirco Greggi (flauto traverso, sax, percussioni) Francois Gobbi (basso elettrico) Giampiero Medri (clarinetto, sax, bandoneon) che si conosciuti presso la Scuola di Musica Popolare di Forlimpopoli.
Attraverso l'uso di strumenti acustici tradizionali, propongono sonorità e melodie di impronta popolare fusi con improvvisazioni jazzistiche e ritmi mediterranei e con una forte componente di musica da ballo.
Hanno prodotto musiche per i registi Giuseppe Bertolucci e Ermanno Olmi, e per il teatro, fra i quali Teatro Valdoca, Masque Teatro.
Il nome è preso dalla stazione di servizio presente sull'Autostrada A14.
Negli anni il gruppo vede variare la formazione e i suoi componenti meno che il fondatore Stefano Delvecchio, il clarinetto Giampiero Cignani e il violinista Davide Castiglia.
Nel 2011 pubblica un DVD registrato dal vivo il 26 e il 27 agosto 2011 tenuti nel corso dell'annuale Festival di Musica Popolare di Forlimpopoli dove reinterprano la loro carriera con un'orchestrazione completamente nuova.
Nel 2019 creano le musiche dal vivo per lo spettacolo di narrazione Preludi all'amore di e con Lui D'Elia con la regia di Simonetta Dellomonaco che diverrà nel 2020 il CD Cinque racconti di fine estate.

## Formazione
- Stefano Delvecchio (organetto diatonico, voce, percussioni)
- Davide Castiglia (violino)
- Giampiero Cignani (clarinetto, clarinetto basso)

## Discografia

### Album in studio
- 1993 - Gradisca
- 1995 - Fuoco centrale
- 1998 - Corone
- 1998 - Ludla
- 1999 - Il dolce rumore della vita
- 2004 - Ramingo
- 2020 - Cinque racconti di fine estate
- 2021 - Graniglia

### Album dal vivo
- 2010 - Bevano Est
- 2011 - E-Ventone

## Videografia
- 2011 - E-Ventone (DVD)

## Riconoscimenti
- 2019 - Brooklyn Film Fest, Miglior colonna sonora per il film Solo cose belle[2]